# Triclistus uchidai
Triclistus uchidai là một loài tò vò trong họ Ichneumonidae.